# Delindeïta
La delindeïta és un mineral de la classe dels silicats, que pertany al grup de la lamprofil·lita. Rep el nom en honor d'Henry Samuel deLinde (1923-), propietari de la pedrera Diamond Jo, la localitat tipus per aquesta espècie, i mineralogista aficionat.

## Característiques
La delindeïta és un silicat de fórmula química (Na,K)₂(Ba,Ca)₂(Ti,Fe,Al)₃(Si₂O₇)₂O₂(OH)₂·2H₂O. Es tracta d'una espècie aprovada per l'Associació Mineralògica Internacional, i publicada per primera vegada el 1987. Cristal·litza en el sistema monoclínic.
Segons la classificació de Nickel-Strunz, la delindeïta pertany a «09.BE - Estructures de sorosilicats, amb grups Si₂O₇, amb anions addicionals; cations en coordinació octaèdrica [6] i major coordinació» juntament amb els següents minerals: wadsleyita, hennomartinita, lawsonita, noelbensonita, itoigawaïta, ilvaïta, manganilvaïta, suolunita, jaffeïta, fresnoïta, baghdadita, burpalita, cuspidina, hiortdahlita, janhaugita, låvenita, niocalita, normandita, wöhlerita, hiortdahlita I, marianoïta, mosandrita, nacareniobsita-(Ce), götzenita, hainita, rosenbuschita, kochita, dovyrenita, baritolamprofil·lita, ericssonita, lamprofil·lita, ericssonita-2O, seidozerita, nabalamprofil·lita, grenmarita, schüllerita, lileyita, murmanita, epistolita, lomonossovita, vuonnemita, sobolevita, innelita, fosfoinnelita, yoshimuraïta, quadrufita, polifita, bornemanita, xkatulkalita, bafertisita, hejtmanita, bykovaïta, nechelyustovita, bussenita, jinshajiangita, perraultita, surkhobita, karnasurtita-(Ce), perrierita-(Ce), estronciochevkinita, chevkinita-(Ce), poliakovita-(Ce), rengeïta, matsubaraïta, dingdaohengita-(Ce), maoniupingita-(Ce), perrierita-(La), hezuolinita, fersmanita, belkovita, nasonita, kentrolita, melanotekita, til·leyita, kil·lalaïta, stavelotita-(La), biraïta-(Ce), cervandonita-(Ce) i batisivita.

## Formació i jaciments
Va ser descoberta a la pedrera Diamond Jo, situada a la localitat de Magnet Cove, dins el comtat de Hot Spring, a Arkansas (Estats Units). També ha estat descrita a Califòrnia (EUA) i a l'óblast de Múrmansk (Rússia). Aquests indrets són els únics de tot el planeta on ha estat descrita aquesta espècie mineral.